# Stubička Slatina
Stubička Slatina – wieś w Chorwacji, w żupanii krapińsko-zagorskiej, w mieście Oroslavje. W 2011 roku liczyła 630 mieszkańców.